# Skunk D.F.
Skunk D.F. est un groupe espagnol de metal alternatif, originaire de Madrid.

## Histoire

### Débuts
Le groupe est formé à la fin de 1994, à l'initiative de son fondateur, Pepe Arriols (basse et chœurs) qui, dans la première moitié des années 1980, était membre des groupes de punk rock locaux PBNSK, et III Guerra Mundial. Le nouveau groupe commence sous le nom de Skunk et, plus tard avec l'arrivée du chanteur Germán González, ils ajoutent DF à leur nom, et deviennent Skunk DF.

### Période de nu metal
À cette période, le style musical des Skunk s'inspire de groupes de heavy metal traditionnel, comme KoRn et Deftones. Leur première sortie est l'EP Telebasura (Zero Records), produit par Luis Tárraga (Hamlet), qui est suivi par leur premier album Equilibrio (1999) par Goldtrack Records. Cet album fait qu'ils sont reconnus en Europe, et ils reçoivent des critiques similaires à celles de Slipknot, dans diverses revues spécialisées dans le metal.
En 2001 sort Dentro au label britannique Apocalypse-Snapper, distribué indépendamment pour la quasi-totalité de l'Europe. Il sera même distribué en Afrique du Sud. En 2003 sort leur troisième album de Skunk D.F. intitulé Neo (Zero Records). Il est leur deuxième album avec ce label. La couverture est réalisée dans un concours dans Metal Planet.

### Période de metal alternatif
En 2005, le groupe sort un quatrième album, intitulé El Año del dragón (Zero Records), enregistré au studio Cube, et produit par Alberto Seara avec un changement de son significatif. Le morceau homonyme de l'album, El Año del dragón, fait participer Carlos Escobedo (Sôber, Savia) et Curtonates (Terroristars, ex-Kaothic). Avec cet album, le groupe évolue vers un son plus alternatif et expérimental.
Plus tard, ils sortent leur cinquième album, Esencia (Zero Records/El Diablo) enregistré, mixé et masterisé au début de 2007, par Alberto Seara au studio Cube. Avec ce nouvel album, ils enregistrent leur clip vidéo Supernova, et définissent totalement leur style plus proche de El Año del dragón, que de leurs œuvres précédentes. Le 19 septembre 2009, le groupe met en ligne sur MySpace le morceau Adiós, parue sur l'album El Crisol, publié le 9 octobre la même année.
Le 5 mai 2011, ils sortent un nouveau DVD live intitulé En directo desde Madrid / Sala Heineken. Il est enregistré au Madrid Heineken Hall, le 22 janvier 2011, et comprend 26 chansons live, dont une nouvelle intitulée 1995. Le DVD comprend également le clip vidéo Decreto ley, un documentaire enregistré pendant leur tournée et un livret complet avec des photographies exclusives. En décembre 2012, ils sortent leur septième album studio, Perseidas, dans lequel pour la première fois, ils se passent des labels et tout autre intermédiaire entre le groupe et les fans. Ils enregistrent un clip vidéo de El Final de la diplomacia.
En 2016, ils publient leur nouvel album, Pigmalión, duquel le morceau Samsara est extrait et clippé.

## Membres

### Membres actuels
- Germán González – chant, programmation
- Pepe Arriols – guitare basse, chœurs
- Rodri Arias – guitare, chœurs
- Eduardo Brenes – batterie, piano, programmation
- David Ramos – guitare

### Anciens membres
- Roberto García - guitare (1994-1999)
- Fernando Lamoneda – guitare (1999-2004)
- Alberto Marín – guitare
- Roy Wasercier – guitare (2005-2007)
- David Obelleiro – guitare (2002-2003)
- Raúl Guerra – guitare (1994-2003)
- Roberto Galan - batterie (1994-1996)
- Alfonso H. Trancon - batterie, percussions (1996-1999)
- Álvaro García – batterie, percussions (1999-2006)
- Xavi Igual – guitare, chœurs (?-2017)

## Discographie

### Albums studio
- 1999 : Equilibri (GoldTrack Records)
- 2001 : Dentro (Apocalypse-Snapper)
- 2003 : Neo (Zero Records)
- 2005 : El Año del Dragón (Zero Records)
- 2007 : Esencia (Zero Records-Million Records)
- 2009 : El crisol (SDF Records/Maldito Records)
- 2012 : Perseidas (SDF Records)
- 2014 : 20 aniversario (compilation) (Maldito Records)
- 2016 : Pigmalión (Maldito Records)

### Albums live
- 2007 : Carpe diem (Zero Records)
- 2011 : En directo desde Madrid/sala Heineken. DVD en directo (SDF Records)

### EP
- 1997 : Telebasura (Zero Records)
- 2000 : Todo sobre mis padres (GoldTrack Records)

## Clips
- Perro muerto
- Anestesia
- Musa
- Carpe diem
- Supernova
- En noches como esta
- Decreto ley
- El final de la diplomacia
- Si pudieras verme ahora
- Algo Grande
- Arde
- Impermeable
- Samsara